# ...But Seriously
...But Seriously är det fjärde studioalbumet av den brittiska musikern Phil Collins, släppt den 20 november 1989. Albumet är kanske mest känt för hitsingeln Another Day in Paradise, en stark och gripande kommentar om hemlöshet som blev en global succé och markerade en ny, mer samhällskritisk sida av Collins musik. Albumet, som i övrigt innehåller en blandning av personliga och sociala teman, blev en av de största framgångarna i Collins karriär.

## Låten "Another Day in Paradise"
"Another Day in Paradise" blev snabbt albumets mest framträdande låt och en av Phil Collins största hits genom tiderna. Den tar upp temat hemlöshet och hur vi ofta blundar för de människor som lever i utsatthet. Låtens titel är ironisk, då den ställer kontrasten mellan vardaglig bekvämlighet och social misär i fokus.
Låten toppade listorna i flera länder, inklusive USA och Storbritannien, och belönades med flera prestigefyllda utmärkelser, däribland en Grammy för "Record of the Year" 1991. Den spelades flitigt på radio och förstärkte Collins rykte som en artist med förmåga att väva in allvarliga budskap i kommersiellt gångbar musik.

### Inspiration
Collins skrev låten efter att ha sett hemlösa på gatorna i Washington, D.C., under en turné. Texten beskriver en man som går förbi en kvinna i nöd, utan att erbjuda hjälp. Den enkla, men kraftfulla texten ackompanjeras av ett mjukt piano och en melankolisk melodi som förstärker det emotionella budskapet.

### Musikvideo
Musikvideon till "Another Day in Paradise" visar bilder av hemlösa och utsatta människor, vilket ytterligare förstärker låtens budskap. Videon blev en del av en större kampanj för att öka medvetenheten om hemlöshet.

## Albumets övriga teman och låtar
Även om "Another Day in Paradise" dominerade albumets uppmärksamhet, innehåller ...But Seriously flera andra framstående låtar:
- "I Wish It Would Rain Down": En känslosam ballad med Eric Clapton på gitarr.
- "Something Happened on the Way to Heaven": En livlig poplåt med brass-arrangemang.
- "Colours": En episk låt som tar upp apartheid i Sydafrika.

Albumet präglas av ett tydligt socialt medvetande, vilket skiljer det från Collins tidigare verk som ofta hade en lättsammare ton.

## Produktion och medverkande
Albumet spelades in i The Farm, Collins egen studio, och medproducent var Hugh Padgham. Förutom Collins medverkan på sång och trummor bidrog flera framstående musiker:
- Eric Clapton – gitarr på "I Wish It Would Rain Down"
- David Crosby – bakgrundssång på "That's Just the Way It Is" och "Another Day in Paradise"
- Phoenix Horns – brassinstrument

## Mottagande och framgång
...But Seriously mottog övervägande positiva recensioner, även om vissa kritiker ansåg att albumet kunde kännas för polerat. Albumet blev dock en kommersiell framgång, med över 20 miljoner sålda exemplar världen över. "Another Day in Paradise" blev dess största framgång och bidrog till att albumet toppade listor i flera länder, inklusive Storbritannien och USA.

### Utmärkelser för "Another Day in Paradise"
- Grammy Awards 1991: Vann "Record of the Year"
- Brit Awards 1990: Nominering för "Bästa brittiska singel"

## Eftermäle
"Another Day in Paradise" har blivit en av de mest ikoniska låtarna från slutet av 1980-talet och en symbol för Phil Collins förmåga att kombinera kommersiell framgång med social medvetenhet. Albumet ...But Seriously står som ett bevis på hans övergång från lättsam pop till en mer allvarlig och engagerad artistisk vision.